# Norsethit
Norsethit ist ein selten vorkommendes Mineral aus der Mineralklasse der „Carbonate und Nitrate“ (ehemals Carbonate, Nitrate und Borate). Es kristallisiert im trigonalen Kristallsystem mit der idealisierten chemischen Zusammensetzung BaMg(CO3)2 und damit chemisch gesehen ein Barium-Magnesium-Carbonat.
Norsethit bildet nach {0001} plattige oder nach {1011} flachrhomboedrische Kristalle von 0,2 bis 2,0 mm Größe, in deren Kristalltracht das Basispinakoid {0001}, das Rhomboeder {1011} sowie die Prismen {1010} und {1120} identifiziert wurden. Ferner findet sich Norsethit in Form von gewellt-körnigen Mineral-Aggregaten.
Die Typlokalität des Norsethits sind dolomitische schwarze Ölschiefer unterhalb des Trona-Hauptlagers der „Westvaco Trona Mine“ (Koordinaten der Westvaco Trona Mine) in der „Green-River-Formation“, ca. 30 km westnordwestlich von Green River im Sweetwater County, Wyoming, Vereinigte Staaten.

## Etymologie und Geschichte
Bei der Untersuchung von authigenen Mineralen aus der sich über die US-amerikanischen Bundesstaaten Wyoming, Utah und Colorado erstreckenden Green-River-Formation identifizierte der US-amerikanische Mineraloge Charles Milton eine Phase, welche sich in der Folge als neues Mineral erwies.
Im Jahre 1961 erfolgte die wissenschaftliche Erstbeschreibung dieses Minerals durch eine Team US-amerikanischer Wissenschaftler aus dem United States Geological Survey um Mary Emma Mrose, E. C. T. Chao, Joseph James Fahey und Charles Milton im amerikanischen Wissenschaftsmagazin „The American Mineralogist“ als Norsethit (englisch Norsethite). Sie benannten das Mineral nach dem Ingenieurgeologen der „Westvaco Trona Mine“ Keith Norseth (1927–1991) als Dank für dessen Hilfe bei der mineralogischen Untersuchung der authigenen Minerale der Green-River-Formation.
Das Mineral wurde von der „Commission on New Minerals and Mineral Names“ der International Mineralogical Association (IMA) in einem 1962 erschienenen, die 62 Erstbeschreibungen der Jahre 1959 bis 1960 zusammenfassenden Report als Mineral anerkannt. Infolgedessen besitzt Norsethit keine IMA-Nummer, sondern wird unter der Summenanerkennung „IMA 1962 s.p.“ (special procedure) geführt.
Das Typmaterial für Norsethit wird unter den Katalognummern 137148 (Donation M. E. Mrose, U.S.G.S., 1977) und 162606 (Donation J. Erdely, via J. J. Trelawney Collection, 1985) in der Sammlung des zur Smithsonian Institution gehörenden National Museum of Natural History in Washington, D.C., USA, aufbewahrt.

## Klassifikation
In der letztmalig 1977 überarbeiteten 8. Auflage der Mineralsystematik nach Strunz gehörte der Norsethit zur Mineralklasse der „Nitrate, Carbonate und Borate“ und dort zur Abteilung „Wasserfreie Carbonate ohne fremde Anionen“, wo er als einziges Mitglied die nach ihm benannte „Norsethit-Reihe“ mit der Systemnummer Vb/A.03b innerhalb der „Dolomit-Norsethit-Gruppe“ (Vb/A.03) bildete.
In der zuletzt 2018 überarbeiteten Lapis-Systematik nach Stefan Weiß, die formal auf der alten Systematik von Karl Hugo Strunz in der 8. Auflage basiert, erhielt das Mineral die System- und Mineralnummer V/B.03-050. Dies entspricht ebenfalls der Abteilung „Wasserfreie Carbonate [CO3]2−, ohne fremde Anionen“, wo Norsethit zusammen mit Ankerit, Benstonit, Dolomit, Huntit, Kutnohorit und Minrecordit die „Dolomitgruppe“ mit der Systemnummer V/B.03 bildet.
Die von der IMA zuletzt 2009 aktualisierte 9. Auflage der Strunz’schen Mineralsystematik ordnet den Norsethit in die um die Borate reduzierte Klasse der „Carbonate und Nitrate“, dort aber ebenfalls in die Abteilung der „Carbonate ohne zusätzliche Anionen; ohne H2O“ ein. Diese ist allerdings weiter unterteilt nach der Gruppenzugehörigkeit der beteiligten Kationen, so dass das Mineral entsprechend seiner Zusammensetzung in der Unterabteilung „Erdalkali- (und andere M2+) Carbonate“ zu finden ist, wo es als alleiniger Vertreter eine unbenannte Gruppe mit der Systemnummer 5.AB.30 bildet.
In der vorwiegend im englischen Sprachraum gebräuchlichen Systematik der Minerale nach Dana hat Norsethit die System- und Mineralnummer 14.02.02.01. Dies entspricht der gemeinsamen Klasse der „Carbonate, Nitrate und Borate“ und dort der Abteilung „Wasserfreie Carbonate“, wo das Mineral zusammen mit Paralstonit und Olekminskit die „Norsethitgruppe“ mit der Systemnummer 14.02.02 innerhalb der Unterabteilung „Wasserfreie Carbonate mit der Formel A+B2+(CO3)2“ zu finden ist.

## Chemismus
Mittelwerte aus 15 Mikrosondenanalysen an Norsethiten aus einem Mg-Karbonatit im Karbonatit-Alkaligesteinskomplex von Tapira (Südost-Brasilien)
lieferten 14,08 % CaO; 53,76 % BaO; 0,16 % CaO; 0,61 % FeO; 0,06 % ZnO und 31,33 % CO2 (bestimmt durch Differenz zu 100 %).
Auf der Basis von sechs Sauerstoff-Atomen errechnet sich daraus die empirische Formel (Ba0,98Ca0,01Fe0,01)Σ=1,00(Mg0,98Fe0,02)Σ=1,00(CO3)2, die sich zu BaMg(CO3)2 idealisieren lässt. Diese idealisierte Formel erfordert 14,31 % MgO; 54,44 % BaO und 31,25 % CO2.
Ein Mn-reicher Norsethit, Ba(Mg,Mn)(CO3)2, mit MnO-Gehalten von bis zu 5,7 % wurde erstmals aus der Eisenerz-Baryt-Lagerstätte „Kremikovtsi“, Oblast Sofia-Stadt, Bulgarien, beschrieben. Die empirische Formel dieses Mn-reichen Norsethits wurde mit Ba1,00(Mg0,81Mn0,19)(CO3)2 angegeben. Ferner wurden auch Ca-Mn-Fe-reiche Norsethit-Varietäten mit bis zu 0,92 % CaO, 1,44 % MnO und 2,13 % FeO nachgewiesen.
Die offizielle Formel der IMA für den Norsethit wird mit BaMg(CO3)2 angegeben. Die Formel BaMg[CO3]2 nach Strunz folgt der IMA-konformen Formel, jedoch ist hier wie üblich der Anionenverband in einer eckigen Klammer zusammengefasst.
Die alleinige Elementkombination Ba–Mg–C–O, wie sie der offiziellen Formel der IMA für den Norsethit zu entnehmen ist, weist unter den derzeit bekannten Mineralen (Stand 2020) nur Norsethit auf. Es existiert eine unbenannte Phase Unnamed (Ba-Mn Carbonate) mit der identischen Formel wie Norsethit, bei der es sich möglicherweise um UM1988-01-CO:BaMn, eine bereits von der IMA anerkannte Phase, handelt.
Aus chemischer Sicht stellt Norsethit das Mg-dominante Analogon zu den Ca-dominierten Mineralen Alstonit, Paralstonit und Barytocalcit, alle BaCa(CO3)2, das Ba-dominante Analogon zum Ca-dominierten Dolomit, CaMg(CO3)2, sowie das Ba-Mg-dominante Analogon zum Ca-Mn2+-dominierten Kutnohorit, CaMn2+(CO3)2, zum Ca-Zn-dominierten Minrecordit, CaZn(CO3)2, und zum Na-Cu-dominierten Juangodoyit, Na2Cu(CO3)2, dar. Zwischen einigen dieser Minerale und Norsethit können – möglicherweise unvollständige – Mischkristallreihen existieren. Zwischen einem aus wässrigen Lösungen (Ostsee-Meerwasser) synthetisiertem Ba-Mn-Carbonat mit der Formel BaMn(CO3)2 und Norsethit sensu stricto wird ebenfalls Mischkristallbildung diskutiert.

## Kristallstruktur
In der Originalpublikation waren die Struktur des Norsethits als ähnlich zu der des Calcits bezeichnet und als mögliche Raumgruppen R3m (Nr. 166), R3m (Nr. 160) und R32 (Nr. 155) angegeben worden. Nach Herta Effenberger und Josef Zemann kristallisiert Norsethit im trigonalen Kristallsystem in der Raumgruppe R3m (Raumgruppen-Nr. 166) mit den Gitterparametern a = 5,022 Å und c = 16,77 Å sowie drei Formeleinheiten pro Elementarzelle.
Erst in einer Arbeit von Herta Silvia Effenberger und Kollegen aus dem Jahre 2014 konnte die Struktur des Norsethits vollständig geklärt werden. Danach kristallisiert Norsethit im trigonalen Kristallsystem in der Raumgruppe R3c (Raumgruppen-Nr. 167) mit den Gitterparametern a = 5,0212 Å und c = 33,581 Å sowie sechs Formeleinheiten pro Elementarzelle.
Die Kristallstruktur des Norsethits kann – wie auch die des Dolomits – stark vereinfacht von der Kristallstruktur des Calcits abgeleitet werden, in der alternierende Ca- und Carbonat-Schichten senkrecht zur c-Achse (0001) liegen und jedes Ca2+ durch sechs äquidistante Sauerstoff-Ionen koordiniert wird. Im Dolomit wird jede zweite Ca-Schicht durch eine Mg-Schicht ersetzt, wobei dieser Austausch mit einer geringen Rotation der Carbonat-Gruppen einhergeht, was zu kleineren Mg-O- und größeren Ca-O-Abständen führt. Die führt zu einer Reduzierung der Symmetrie von R3c (Nr. 167) zu R3 (Nr. 148). Die Struktur des Norsethits wird wiederum aus der des Dolomits durch Austausch von Ca mit Ba hergeleitet, was zu einer weiteren Rotation der Carbonat-Gruppen sowie zur Raumgruppe R3c (Nr. 167) führt. Aufgrund dieser Rotation der Carbonat-Gruppe wird Ba unregelmäßig und asymmetrisch von sechs stark gebundenen O-Atomen (wie Ca in Dolomit) und sechs schwach gebundenen O-Atomen mit einem größeren Ba-O-Abstand koordiniert.
Generell entspricht die Kristallstruktur von BaMg(CO3)2 (Norsethit) der einer Gruppe von R-zentrierten trigonalen Doppelcarbonaten mit zwei unterschiedlichen Kationenpositionen (M1 und M2) und der allgemeinen Formel M1M2(CO3)2. Diese Kationen sind in Schichten parallel (0001) angeordnet, welche über die dreieckigen CO3-Gruppen miteinander verbunden sind. Aufgrund der R-Zentrierung sind in jeder (n+3)-ten M-Schicht abwechselnd M1- und M2-Atome exakt übereinander gestapelt, getrennt durch das Zentrum einer Carbonatgruppe. Die Atome M1 und M2 besitzen eine mehr oder weniger verzerrte oktaedrische Koordinierung.
Effenberger und Kollegen haben mögliche Strukturveränderungen des Norsethits bei Änderungen der Temperatut untersucht. Entsprechend der Verfeinerung eines geordneten Modells in der wahren Raumgruppe R3c (Nr. 167) weist das Ba-Atom eine [6+6]-Koordination auf. Der Unterschied zwischen den einzelnen Ba-O-Bindungslängen beträgt ≈ 10 % und nimmt mit zunehmender Temperatur ab, infolgedessen wird das BaO12-Polyeder bei höheren Temperaturen regelmäßiger. Die Anordnung der sechs nächsten Nachbarn entspricht einem geringfügig verzerrten trigonalen Prisma, bei dem die Ober- und Unterseite um den Winkel von 8,7º gegeneinander verdreht sind. Betrachten man die anderen sechs Liganden, ähnelt die polyedrische Geometrie einem ditrigonalen Prisma. Das BaO12-Polyeder besitzt gemeinsame Kanten mit den CO3-Gruppen. Betrachtet man nur die kurzen Bindungen, so besitzt die BaO6-Konfiguration nur gemeinsame Ecken mit benachbarten Carbonat-Gruppen. Die gemeinsamen O-O-Kanten zwischen dem BaO12-Polyeder und den CO3-Gruppen kontrollieren die Verkürzung und sind für die Verzerrung einer ursprünglich regulären ditrigonalen prismatischen Geometrie verantwortlich. Das Ba-Atom zeigt moderate Verschiebungsparameter mit der größten Dehnung parallel zu [001]. Das Mg-Atom ist oktaedrisch koordiniert und die Variationen der Mg-O-Bindungsabstände mit der Temperatur sind im Vergleich zum Ba-Atom weniger deutlich ausgeprägt. Die O-Mg-O-Bindungswinkel ändern sich kontinuierlich und das MgO6-Polyeder wird mit abnehmende Temperatur regelmäßiger. Die variable Verzerrung spiegelt sich auch in der Änderung des Polyedervolumens wider. Die Verschiebungsparameter sind wie beim Ba-Atom moderat, variieren aber in einem kleineren Maßstab. Die CO3-Gruppe ist nicht planar – das Kohlenstoff-Atom ist aus der Ebene der drei Sauerstoff-Atome in Richtung der Schicht mit den Ba-Atomen verschoben. Die Abweichung von der Planarität ist im Norsethit signifikant größer als in anderen Carbonaten wie Dolomit, Ankerit, Bütschliit oder Rapidcreekit, erreicht aber nicht den Wert wie beim Thaumasit.
Die Aristotypstruktur mit der Raumgruppensymmetrie R3 (Nr. 148) entspricht der des Dolomits und dessen isostrukturellen (isotypen) Analoga Ankerit, Kutnohorit und Minrecordit sowie den isotypen Boraten Nordenskiöldin, Tusionit und dem nur als synthetische Verbindung bekannten CaSn1−xTix(BO3)2. Wenn das M1-Atom einen viel größeren Ionenradius als das M2-Kation aufweist und sogar höhere Koordinationszahlen wie bei den Ba- oder Pb2+-Atomen erforderlich sind, wird dem Koordinationspolyeder um das M1-Atom durch eine signifikante Rotation der Carbonat-Gruppe möglich, seine Koordinationszahl auf [6+6] oder [12] zu erhöhen, während die oktaedrische Koordination des M2-Atoms erhalten bleibt. In der Folge sind Norsethit sowie die nur synthetisch bekannten Verbindungen BaTi(BO3)2 und wahrscheinlich auch PbMg(CO3)2 streng genommen nicht mehr isotyp mit Dolomit. Dies gilt offenbar auch für natürliche und synthetische Mn-Analoga von Norsethit, wie sie von Luke L. Y. Chang, Fumitoshi Hirowatari und Masato Fukuoka und Zidarov und Kollegen beschrieben worden sind.

## Eigenschaften

### Morphologie
Norsethit bildet kreisförmig-plattige (scheiben- bis linsenförmige) oder flachrhomboedrische Kristalle von 0,2 bis 2,0 mm Größe, in deren Kristalltracht das Basispinakoid {0001}, das Rhomboeder {1011} sowie die Prismen {1010} und {1120} identifiziert wurden. Ferner findet sich Norsethit in Form von gewellt-körnigen Mineral-Aggregaten.
Aus der Eisenerz-Baryt-Lagerstätte „Kremikovtsi“, Oblast Sofia-Stadt, Bulgarien, wurden Kristall-Aggregate aus Mn-reichem Norsethit beschrieben, die in Hohlräumen zusammen mit diagenetisch gebildetem Mg-Mn-Siderit auf einer Kruste aus „Sphärosiderit“ sitzen und in verschiedenen Varietäten auftreten:
- Komplexe, aus dünnen, nach {0001} plattigen Kristallen aufgebaute Aggregate. Obwohl diese Pakete normalerweise nicht texturiert sind, kann mitunter eine Textur beobachtet werden. In diesen Fällen sind die hexagonalen Platten untereinander subparallel aggregiert, was zu einem blättrigen Aussehen führt. Die Kristallisation von drei dieser gegeneinander um ≈ 120° gedrehter Pakete in der (0001)-Ebene führt zu einem grobblätterigen Kristall, auf dem sich ein weiteres, später gebildetes Paket befindet. Schließlich lagerten sich darauf einzelne, später gebildete Sphärosiderit-Kristalle ab.
- Subparallele Aggregate aus nach {0001} plattigen Kristallen, auf welchen subparallele Aggregate aus langprismatische Kristallen gewachsen sind, an denen c {0001}, m {1010} und a {1120} unterschieden werden können.
- Cluster aus nadeligen Kristallen.
- Kugelige Aggregate mit radialfaseriger Struktur, bei denen die Subindividuen aus ihrem Zentrum mit einem Radius von bis zu 1,5 mm gewachsen sind und die Fächer mit einem Winkel bis zu 130° ausbilden. Die Tracht der Kristalle besteht aus c {0001}, m {1010} und a {1120}.[9]

### Physikalische und chemische Eigenschaften
Die Kristalle des Norsethits sind farblos bis milchigweiß oder blassgelb, während ihre Strichfarbe immer weiß ist. Die Oberflächen der durchscheinenden bis durchsichtigen Kristalle des Norsethits zeigen einen charakteristischen glas- bis perlmuttartigen Glanz. Norsethit besitzt entsprechend diesem Glasglanz eine mittelhohe bis hohe Lichtbrechung (nε = 1,519; nω = 1,694) und – wie viele Carbonatminerale – eine sehr hohe Doppelbrechung (δ = 0,175). Im durchfallenden Licht ist der einachsig negative Norsethit farblos und zeigt keinen Pleochroismus.
Norsethit weist eine gute Spaltbarkeit nach {1011} auf. Aufgrund seiner Sprödigkeit bricht das Mineral aber ähnlich wie gediegen Kupfer, wobei die Bruchflächen hakig ausgebildet sind. Norsethit besitzt eine Mohshärte von 3,5 und gehört damit zu den mittelharten Mineralen, die sich bei entsprechender Kristallgröße wie die Referenzminerale Calcit (Härte 3) mit einer Kupfermünze bzw. Fluorit (Härte 4) mit einem Taschenmesser leicht ritzen lassen. Die gemessene Dichte für Norsethit beträgt 3,837 g/cm³, die berechnete Dichte 3,83 g/cm³.
Norsethit zeigt im langwelligen UV-Licht (365 nm) eine orangefarbene und im kurzwelligen UV-Licht (254 nm) eine rote, orangerote oder lachsrosa Fluoreszenz.
Das Mineral ist unlöslich in H2O, aber leicht löslich in kalter verdünnter Salzsäure, HCl. Vor dem Lötrohr ist es unschmelzbar.

## Bildung und Fundorte
An seiner Typlokalität, der „Westvaco Trona Mine“ in Wyoming, USA, findet sich Norsethit als selten vorkommendes, authigenes Mineral in einem schwarzen, dolomitischen Ölschiefer unterhalb des Trona-Hauptlagers in der „Green-River-Formation“. Er tritt ferner als primäre Bildung in Karbonatiten wie dem karbonatitischen Alkaligesteinskomplex „Juquiá“, der „Jacupiraga Mine“ oder dem „Tapira-Komplex“, alle in Brasilien, sowie in metamorphosierten hydrothermalen Minerallagerstätten auf.
Begleitminerale des Norsethits an seiner Typlokalität sind Shortit, Labuntsovit, Searlesit, Northupit, Loughlinit, Barytocalcit, Witherit, Pyrit und Quarz. In der Eisenerz-Baryt-Lagerstätte „Kremikovtsi“, Bulgarien, findet er sich in Begleitung von Siderit und „Sphärosiderit“.
Als selten vorkommende Mineralbildung ist Norsethit nur von wenigen Lokalitäten bzw. in geringer Stufenzahl bekannt. Das Mineral wurde bisher (Stand 2020) neben seiner Typlokalität von rund 30 Fundpunkten beschrieben.
Die Typlokalität des Norsethits sind dolomitische schwarze Ölschiefer unterhalb des Trona-Hauptlagers der „Westvaco Trona Mine“ in der „Green-River-Formation“, ca. 30 km westnordwestlich von Green River im Sweetwater County, Wyoming, Vereinigte Staaten.
Weitere Fundorte für Norsethit sind:
- der Karbonatit-Komplex von Araxá bei Barreiro unweit Araxá im Bundesstaat Minas Gerais in Brasilien
- der Tapira-Komplex bei Tapira, Minas Gerais, Brasilien
- der Alkaligesteins-Karbonatit-Komplex der „Jacupiranga Mine“ beim gleichnamigen Ort unweit Cajati, São Paulo, Brasilien
- der karbonatitische Alkaligesteinskomplex „Juquiá“ bei Registro, São Paulo, Brasilien
- die Eisenerz-Baryt-Lagerstätte „Kremikovtsi“, Oblast Sofia-Stadt, Bulgarien
- die „Rough Claims“ am Kechika River, unweit des Sifton Pass in der Liard Mining Division, British Columbia, Kanada
- die „Ekati Mine“ am Lac de Gras, Nordwest-Territorien, Kanada
- die „Chipman-Lake-Karbonatit“ bei O’Meara Township im Thunder Bay District, Ontario, Kanada
- die stratiformen Blei-Zink-Lagerstätten „Jason“ und „Tom“, Macmillan Pass, Bergbaubezirk Watson Lake, Yukon, Kanada
- die „West Mine“ und die „East Mine“ der riesigen polygenetischen SEE-Eisen-Niob-Lagerstätte Bayan-Obo im Bergbaubezirk von Bayan-Obo nördlich des Stadtbezirks Bayan-Obo der bezirksfreien Stadt Baotou, Autonomes Gebiet Innere Mongolei in der Volksrepublik China
- die Mangan-Lagerstätte „Maliuba“ im Kreis Ziyang, bezirksfreie Stadt Ankang, Provinz Shaanxi, China
- Zlaté Hory bei Jeseník im ehemaligen Okres Jeseník, Olomoucký kraj, Mähren, Tschechien
- Schlackenhalden bei der Richelsdorfer Hütte im Richelsdorfer Gebirge, Süß bei Nentershausen, Hessen, Deutschland
- das Schlackenvorkommen an der Eisenhütte Georgsmarienhütte bei Osnabrück, Niedersachsen, Deutschland[25]
- das Kohlefeld „Raniganj“ bei Raniganj (heute Teil der Municipal Corporation Asansol) im ehemaligen Distrikt Bardhaman (heute aufgeteilt in die Distrikte Pashchim Bardhaman und Purba Bardhama), Westbengalen, Indien
- die Pb-Zn-Ag-Lagerstätte der „Rosh Pinah Mine“ bei Rosh Pinah, Oranjemund, Region, ǁKaras, Namibia[26][27]
- der Cowan Creek, der Haast River und das Haast Valley, alle im Einzugsgebiet des Burke River, sowie der Whirligig Torrent am Okuru River, alle im Westland District, Region West Coast, Neuseeland
- die „Kristallhöhle“ in der Grube „Codreanu“ und die „Überraschungshöhle“ in der Grube „Toni“, beide im Bergbaubezirk von Băița (Bihor) (Rézbánya) bei Nucet, Kreis Bihor, Rumänien
- „Ust'-Biraya“ im Gebiet der Fe-SEE-Erz-Aufschlüsse „Biraya“ am Zusammenfluss von Biraya und Bya im Chara-Becken auf dem Witimplateau, Oblast Irkutsk, Russland
- die Eisenerz-Lagerstätte im Massiv von Kowdor (russisch Железный рудник, Ковдорский массив) sowie ein Phoscorit-Karbonatit-Schlot im gleichen Massiv, Oblast Murmansk, Föderationskreis Nordwestrussland, Russland
- das Alkaligesteins-Ultrabasit-Massiv „Vuoriyärvi“ (russisch массив Вуориярви), Nord-Karelien, Oblast Murmansk, Halbinsel Kola, Russland
- der Kimberlitschlot Udatschnaja (russisch Трубка Удачная) (auch Udachnaya-Vostochnaya Pipe; Udachnaya Pipe) bei Udatschny auf dem Wiljuiplateau am Fluss Daldyn, Rajon Mirny (Sacha), Republik Sacha (Jakutien), Russland
- die SEE-Niob-Lagerstätte „Belaya Zima“, Ostsajan, Sajangebirge, Tuwa, Russland
- die metamorphe Fe-Mn-Lagerstätte Långban, Gemeinde Filipstad, Provinz Värmlands län bzw. der historischen Provinz Värmland im zentralen Schweden[28]
- das 1885 entdeckte SEE-V-Fe-Mn-F-Nb-Ti-P-Ba-Pt-Cu-Th-Glimmer-Vorkommen „Iron Hill“ (Karbonatit-Komplex Iron Hill) im White Earth Mining District (Powderhorn Mining District), Gunnison County, Colorado, USA

Vorkommen in Österreich und der Schweiz sind bisher nicht dokumentiert (Stand 2024).

## Verwendung
Ungeachtet der hohen BaO-Gehalte von 54,44 % BaO, die den Norsethit als Barium-Rohstoff interessant erscheinen lassen, ist das Mineral aufgrund seiner Seltenheit wirtschaftlich völlig bedeutungslos und lediglich für den Sammler von Mineralen von Interesse.